# 奄美大島北部方言
奄美大島北部方言（あまみおおしまほくぶほうげん）または北奄美大島方言（きたあまみおおしまほうげん）は鹿児島県奄美諸島の奄美大島北部（奄美市・龍郷町・大和村・宇検村）で話される方言（言語）である。琉球諸語（琉球語、琉球方言）に属す。エスノローグでは北奄美大島語（きたあまみおおしまご、Northern Amami-Oshima language）としている。
奄美大島北部方言の音韻・音声とアクセントの詳細については奄美大島方言を参照されたい。